# Графтон (Огайо)
Графтон (англ. Grafton) — селище (англ. village) в США, в окрузі Лорейн штату Огайо. Населення — 5895 осіб (2020).

## Географія
Графтон розташований за координатами 41°16′52″ пн. ш. 82°1′55″ зх. д. / 41.28111° пн. ш. 82.03194° зх. д. (41.281020, -82.032060). За даними Бюро перепису населення США в 2010 році селище мало площу 12,28 км², з яких 12,21 км² — суходіл та 0,08 км² — водойми.

## Демографія
Згідно з переписом 2010 року, у селищі мешкало 6636 осіб у 965 домогосподарствах у складі 726 родин. Густота населення становила 540 осіб/км². Було 1008 помешкань (82/км²).
Расовий склад населення:
| - 65,0 % — білих - 32,7 % — чорних або афроамериканців - 0,3 % — азіатів - 0,2 % — корінних американців - 1,2 % — осіб інших рас |

До двох чи більше рас належало 0,7 %. Частка іспаномовних становила 2,3 % від усіх жителів.
За віковим діапазоном населення розподілялося таким чином: 10,4 % — особи молодші 18 років, 84,0 % — особи у віці 18—64 років, 5,6 % — особи у віці 65 років та старші. Медіана віку мешканця становила 36,2 року. На 100 осіб жіночої статі у селищі припадало 392,3 чоловіків; на 100 жінок у віці від 18 років та старших — 495,9 чоловіків також старших 18 років.
Середній дохід на одне домашнє господарство становив 61 263 долари США (медіана — 52 946), а середній дохід на одну сім'ю — 69 726 доларів (медіана — 63 565). Медіана доходів становила 29 070 доларів для чоловіків та 36 786 доларів для жінок. За межею бідності перебувало 10,5 % осіб, у тому числі 23,1 % дітей у віці до 18 років та 4,0 % осіб у віці 65 років та старших.
Цивільне працевлаштоване населення становило 1020 осіб. Основні галузі зайнятості: освіта, охорона здоров'я та соціальна допомога — 22,7 %, виробництво — 21,5 %, роздрібна торгівля — 14,1 %, науковці, спеціалісти, менеджери — 9,6 %.